# Hidrocenoralstonita
La hidrocenoralstonita és un mineral de la classe dels halurs. Va ser anomenada com a ralstonita en honor de J. Grier Ralston, de Norristown, Pennsylvània, EUA, qui va observar per primera vegada el mineral. L'any 2016 va ser incorporada al supergrup del piroclor i reanomenada com a hidrocenoralstonita.

## Classificació
La hidrocenoralstonita es troba classificada en el grup 3.CF.05 segons la classificació de Nickel-Strunz (3 per a Halurs; C per a halurs complexos i F per a Tecto-aluminofluorurs; el nombre 05 correspon a la posició del mineral dins del grup). En la classificació de Dana el mineral es troba al grup 11.6.12.1 (11 per a Halurs complexos i 6 per a Els fluorurs d'alumini - tetraedres aïllats; 6 i 1 corresponen a la posició del mineral dins del grup). Es troba estructuralment relacionada amb el grup del piroclor.

## Característiques
L'hidrocenoralstonita és un halur de fórmula química Na0.5(Al,Mg)₂(F,OH)₆•H₂O. Cristal·litza en el sistema isomètric. La seva duresa a l'escala de Mohs és 4,5.

## Formació i jaciments
S'ha trobat a l'Àsia, Europa, Oceania, Amèrica del Nord, zones molt concretes d'Amèrica del Sud, l'Antàrtida i a l'oceà Atlàntic. Sol trobar-se en forma de producte d'alteració de criolita.